# Giogo Basso
Il Giogo Basso (Niederjoch in tedesco - 3.017 m s.l.m.) è un valico alpino situato nelle Alpi Venoste (Alpi Retiche orientali). Collega Senales (in Trentino-Alto Adige) con Sölden (nel Tirolo).

## Caratteristiche

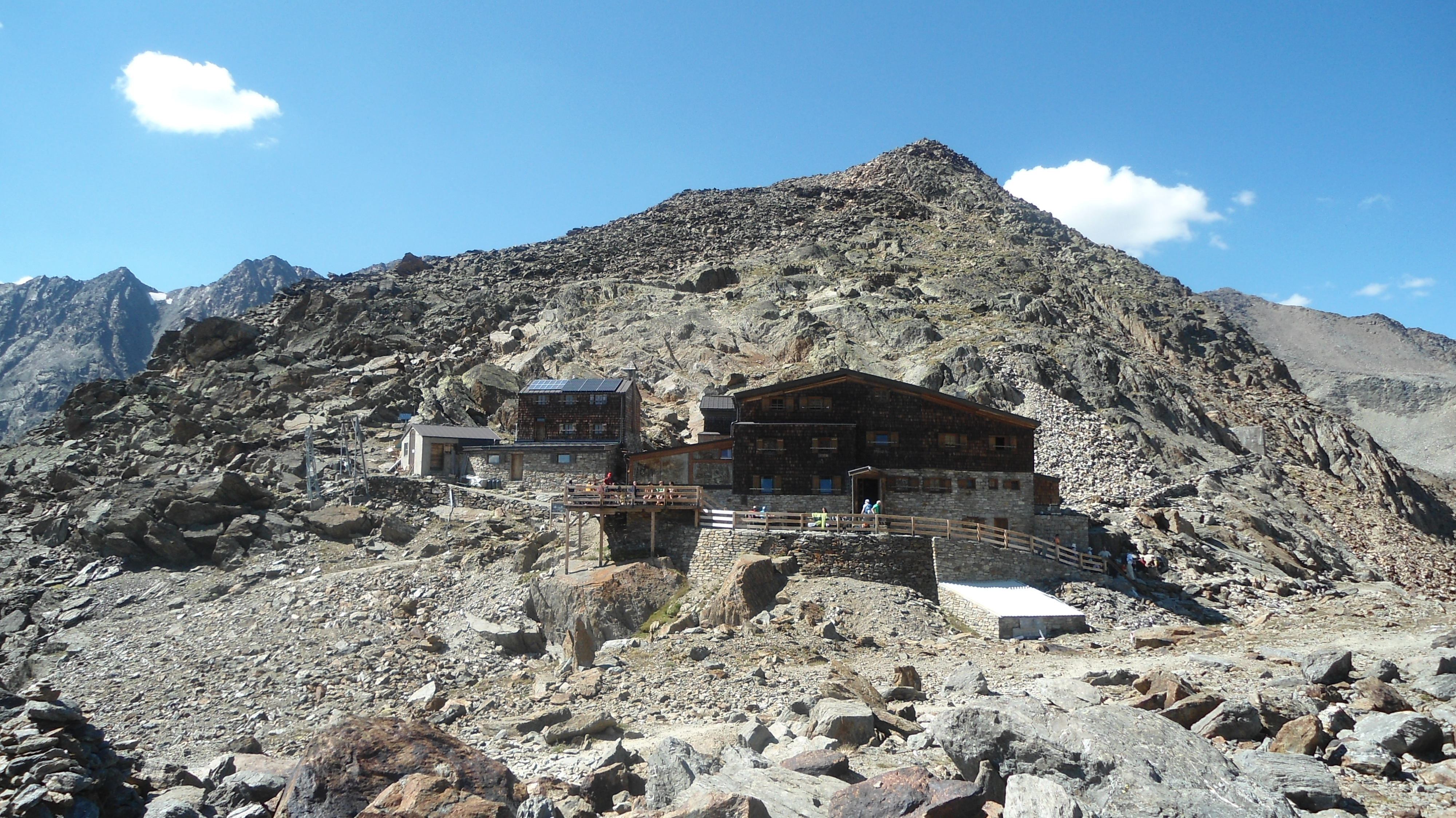
Il rifugio Similaun costruito nei pressi del valico.

Costituisce il punto più elevato raggiunto dall'itinerario rosso della Via Alpina.
Nei pressi del valico si trova il rifugio Similaun (3.017 m).

## Accesso
Dal versante italiano si può raggiungere il valico partendo dal Santuario della Madonna di Senales e passando per il lago di Vernago in circa 4 ore.